# Sayaka Hirano
Sayaka Hirano (jap. 平野早矢香 Hirano Sayaka; ur. 24 marca 1985 w Kanumie) – japońska tenisistka stołowa.
Srebrna medalistka na Igrzyskach Olimpijskich w Londynie oraz czterokrotna brązowa medalistka na drużynowych mistrzostwach świata.
Zajmuje 23 miejsce w rankingu ITTF.